# Нейланд, Геррит Ян
Геррит Ян Нейланд (нидерл. Gerrit Jan Nijland; 17 февраля 1884, Амстердам — 26 октября 1946, Амстердам) — нидерландский футбольный судья, арбитр KNVB, впоследствии спортивный журналист и автор нескольких книг.

## Биография
Геррит Ян Нейланд родился 17 февраля 1884 года в Амстердаме, в семье Германюса Нейланда и его жены Гесины Ромюнде. Он был старшим ребёнком в семье из трёх детей, имел брата Фредерика Германюса и сестру Алейду Йоханну.
На притяжении 33 лет был спортивным редактором газеты «Algemeen Handelsblad».
Нейланд был женат дважды. Его первой женой стала Катарина Якоба Фоккер, уроженка города Кедири с острова Ява. Их брак был зарегистрирован 26 октября 1915 года в Харлеме. Катарина родилась в семье кофейного плантатора Хермана Фоккера, а её младшим братом был авиаконструктор Антон Фоккер.
У них было двое детей: сын Тонни и дочь Ина. В апреле 1929 года они развелись после четырнадцати лет брака.
В сентябре 1931 года Геррит Ян женился на 28-летней Герридине Йоханне Германне тер Хар, уроженке Энсхеде.